# Killnet
Killnet là một nhóm tin tặc Nga được biết tới với các cuộc tấn công DoS (từ chối dịch vụ) và DDoS (từ chối dịch vụ phân tán) nhằm vào các tổ chức chính phủ và công ty tư nhân ở một số quốc gia trong cuộc xâm lược Ukraine năm 2022 của Nga. Nhóm được cho là đã thành lập vào khoảng tháng 3 năm 2022.

## Cảnh báo Five Eyes
Vào tháng 4 năm 2022, Liên minh tình báo Five Eyes đã đưa ra cảnh báo về các cuộc tấn công vào cơ sở hạ tầng quan trọng của các nhóm liên kết với Nga, bao gồm cả Killnet.

## Các cuộc tấn công

### Romania
Killnet là tổ chức đứng sau tất cả các cuộc tấn công vào các trang web của chính phủ Romania từ ngày 29 tháng 4 năm 2022 đến ngày 1 tháng 5 năm 2022.

### Moldova
Sau các vụ nổ tại quốc gia không được công nhận Transnistria, Cục Thông tin và An ninh Dịch vụ của Cộng hòa Moldova đã thông báo rằng nhóm tin tặc chuyên nghiệp Killnet đã thực hiện hàng loạt các cuộc tấn công mạng khác từ nước ngoài nhằm vào các trang web của các cơ quan và tổ chức chính thức Moldovan. Cuộc tấn công này được thực hiện chỉ vài ngày sau cuộc tấn công vào các trang web của Rumani.

### Cộng hòa Séc
Tháng 4 năm 2022, Killnet đã nhận toàn bộ trách nhiệm về các cuộc tấn công vào các trang web của tổ chức nhà nước Séc.

### Ý
Vào thứ sáu, ngày 14 tháng 5 năm 2022, các trang web của Istituto Superiore di Sanità và Câu lạc bộ ô tô của Ý đã bị Killnet tấn công. Cũng trong cuộc tấn công này, trang web của Thượng viện Ý cũng đã bị Killnet tấn công và bị chặn trong vòng một giờ. Ngày 29 tháng 5 năm 2022, Killnet tuyên bố sẽ mở một cuộc tấn công mạng "thiệt hại không thể khắc phục được" vào Ý và lên kế hoạch thực hiện trong ngày hôm sau. Ngày 30 tháng 5 năm 2022, nhóm tin tặc này đã tấn công và chặn được một số trang web của Ý, nhưng cuộc tấn công vào trang CSIRT không thành công như kế hoạch. Cuộc tấn công không có sức tàn phá như dự đoán. Killnet sau đó đã khen ngợi CSIRT về bộ máy phòng thủ của họ và chế giễu chính phủ đã quyên góp vài nghìn USD cho nhóm vì công lao của CSIRT.

#### Tấn công Eurovision 2022
Nhóm hacker Killnet bị nghi ngờ là đã cố gắng chặn trang web Eurovision Song Contest trong khi phần trình diễn của Ukraine đang diễn ra tại cuộc thi năm 2022 bằng một cuộc tấn công DDoS, cuộc tấn công đó đã bị cảnh sát Ý chặn lại. Tuy nhiên, Killnet đã phủ nhận trên kênh Telegram của họ rằng cuộc tấn công đã thất bại. Sau đó, Killnet đã tấn công trang web của cảnh sát tiểu bang và nhấn mạnh rằng cách họ chặn cuộc tấn công vào Eurovision và cuộc tấn công này không giống nhau. Sau cuộc tấn công này, họ đe dọa sẽ tấn công 10 quốc gia châu Âu, trong đó có Ý.

### Litva
Killnet đã nhận trách nhiệm về các cuộc tấn công DDoS nhằm vào các cơ sở hạ tầng mạng của Litva. Họ nói rằng cuộc tấn công mạng vào Litva là để trả đũa việc nước này ngừng vận chuyển hàng hóa đến vùng ngoại ô Kaliningrad của Nga.

### Na Uy
Nhóm hacker Killnet đã nhắm mục tiêu vào các tổ chức của Na Uy thông qua nhiều cuộc tấn công DDoS khác nhau vào ngày 28 tháng 6 năm 2022. Cơ quan An ninh Quốc gia Na Uy tin rằng không có dữ liệu cá nhân nào bị xâm phạm.

### Latvia
Killnet đã nhắm mục tiêu là Đài truyền hình Công cộng Latvia trong cuộc tấn công mạng lớn nhất trong lịch sử của nước này. Đài truyền hình này cũng cho biết cuộc tấn công đã bị chặn lại.

### Hoa Kỳ
Ngày 1 tháng 8 năm 2022, nhóm và người sáng lập có tên "Killmilk" đã nhận trách nhiệm về cuộc tấn công mạng vào tập đoàn quốc phòng Hoa Kỳ Lockheed Martin, như một cách trả đũa đối với các hệ thống HIMARS do Hoa Kỳ cung cấp cho Ukraine. Killnet cho rằng Lockheed Martin “là nhà tài trợ chính cho chủ nghĩa khủng bố trên thế giới” và “phải chịu trách nhiệm cho hàng nghìn, hàng nghìn cái chết của con người.” Ngay trước khi cuộc tấn công diễn ra, nhóm đã tuyên bố sẽ thực hiện một kiểu tấn công mạng mới, khác với các cuộc tấn công mạng DoS và DDoS mà họ đã thực hiện trước đó. Killmilk cho biết cuộc tấn công nhắm vào các hệ thống sản xuất của Lockheed Martin cũng như thông tin về nhân viên của công ty để họ “bị hành hạ và bị trừ khử trên khắp thế giới! ”.
Vào ngày 10 tháng 10 năm 2022 một số trang web của sân bay Hoa Kỳ đã bị tấn công.

### Nhật Bản
Vào ngày 6 tháng 9 năm 2022, Killnet thông báo rằng họ đã tấn công 23 trang web của bốn bộ và cơ quan, bao gồm e-Gov, một trang web cung cấp thông tin hành chính do Cơ quan kỹ thuật số quản lý và eLTAX, một trang web thuế địa phương do Bộ Nội vụ và Truyền thông quản lý, cũng như dịch vụ mạng xã hội "mixi". Ngày 7 tháng 9, nhóm hacker này cũng đã đăng một video tuyên chiến với chính phủ Nhật Bản và thông báo rằng họ đã tấn công Tàu điện ngầm Tokyo và Tàu điện ngầm Osaka. Tại buổi họp báo cùng ngày, Chánh thư ký nội các Hirokazu Matsuno cho biết không có thông tin nào bị rò rỉ từ cuộc tấn công vào thời điểm đó. Về sự tham gia của Killnet, ông tuyên bố: "Chúng tôi biết rằng họ đang ám chỉ một hành động phạm tội, nhưng chúng tôi vẫn đang xác minh nguyên nhân thất bại, bao gồm cả các bên liên quan."

### Gruzia
Theo bài đăng trên Twitter do công ty nghiên cứu mối đe dọa CyberKnow công bố, Killnet và người sáng lập của họ, Killmilk đã đe dọa rằng họ sẽ tấn công chính phủ Georgia nếu còn tiếp tục hoạt động chống lại Liên bang Nga.

### Đức
Vào ngày 26 tháng 1 năm 2023, Văn phòng Bảo mật Thông tin Liên bang (BSI) của Đức thông báo rằng một cuộc tấn công DDoS trên diện rộng nhằm vào nhiều cơ quan và công ty khác nhau ở Đức đã diễn ra từ đêm hôm trước. Theo BSI, các trang web từ các sân bay đều đặc biệt bị ảnh hưởng, đồng thời các trang web của các công ty trong lĩnh vực tài chính và các trang web của chính quyền liên bang và tiểu bang cũng bị ảnh hưởng bởi cuộc tấn công này. Killnet trước đó đã thông báo thực hiện các cuộc tấn công này, được cho là để trả đũa quyết định của chính phủ Đức khi gửi xe tăng chiến đấu Leopard 2 tới Ukraine.